# Liubei

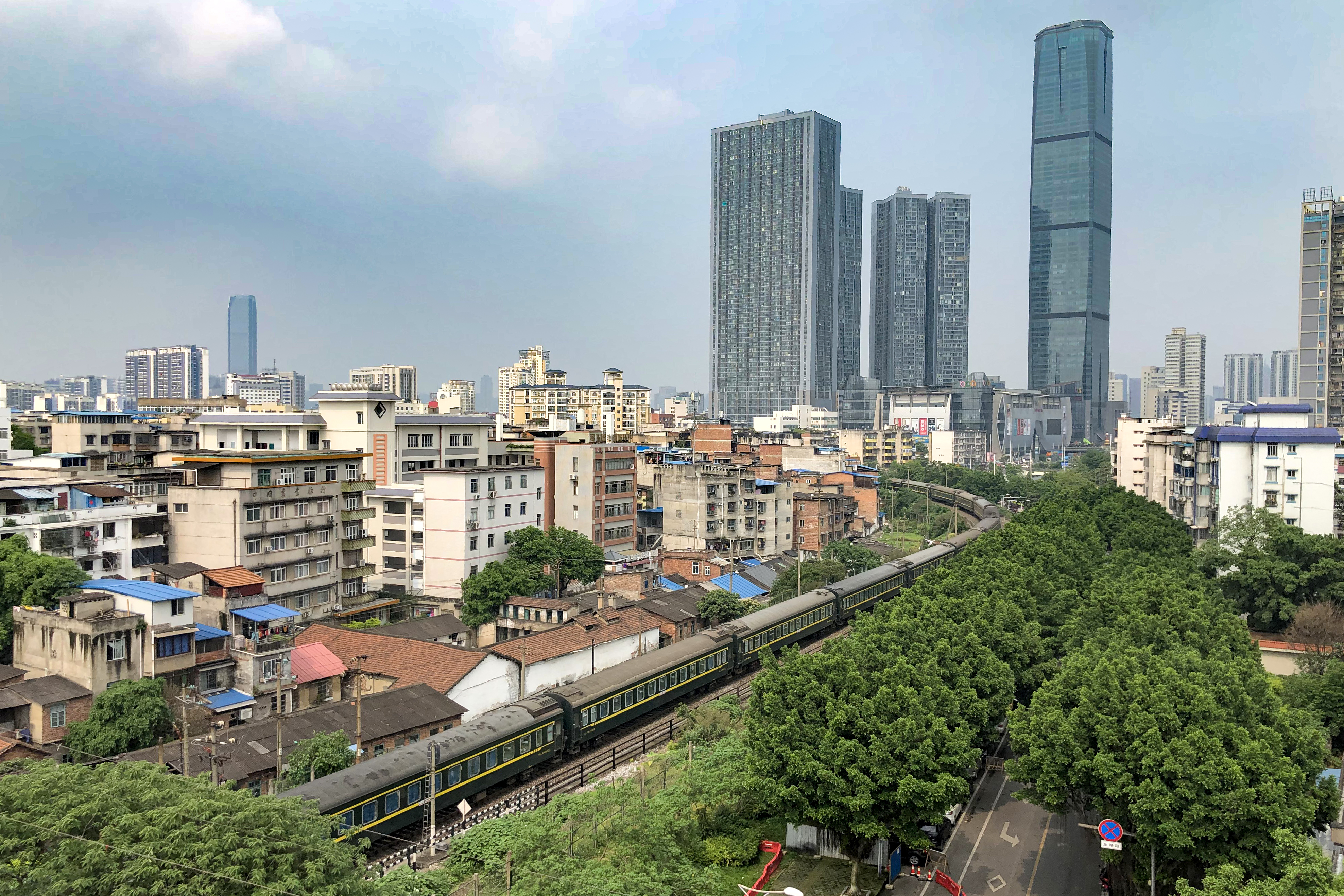
Stadtbezirk Liubei

Liubei (chinesisch 柳北区, Pinyin Liǔběi Qū; Zhuang Liujbwj Gih) ist ein chinesischer Stadtbezirk in der bezirksfreien Stadt Liuzhou im Autonomen Gebiet Guangxi der Zhuang-Nationalität. Er hat eine Fläche von 316,3 km² und zählt 454.900 Einwohner (Stand: Ende 2018).

## Administrative Gliederung
Auf Gemeindeebene setzt sich der Stadtbezirk aus acht Straßenvierteln und vier Großgemeinden zusammen. 